# Konrad III. (HRR)

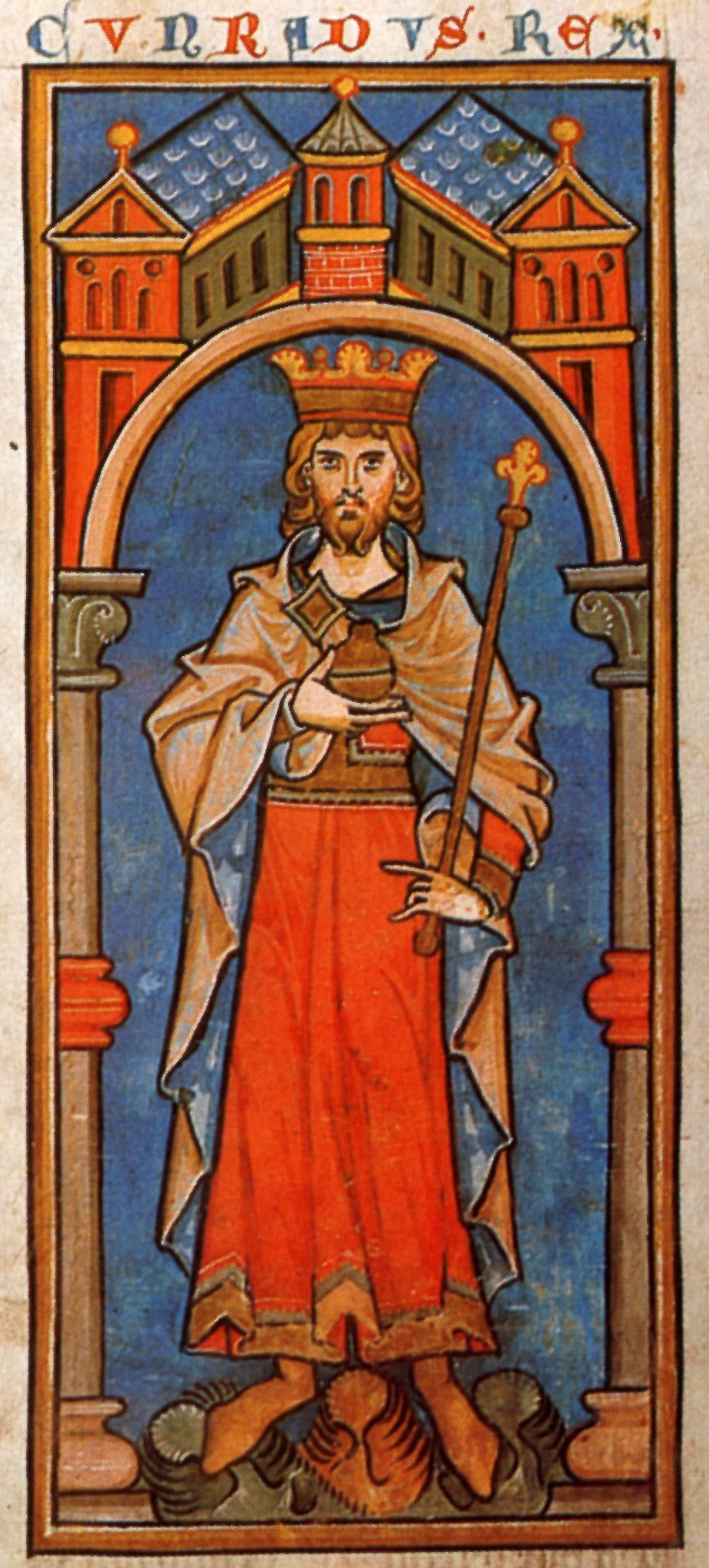
König Konrad III. Miniatur aus der Kölner Königschronik (13. Jahrhundert), Brüssel, Königliche Bibliothek, Ms. 467, fol. 64v.

Konrad III. (* 1093 oder 1094; † 15. Februar 1152 in Bamberg) aus dem Adelsgeschlecht der Staufer war 1116/20 Herzog in Franken, 1127–1135 Gegenkönig von Lothar III. und 1138–1152 König im römisch-deutschen Reich.
Im 12. Jahrhundert trat die Idee stärker hervor, dass die Fürsten für das Reich mitverantwortlich seien. Dadurch intensivierte sich ihre Mitsprache am Reichsregiment und bei den Königswahlen. Anders als in den Monarchien Frankreich, England und Sizilien verloren im römisch-deutschen Reich erbrechtliche Vorstellungen an Bedeutung. Nach dem Tod Heinrichs V., des letzten salischen Herrschers, im Mai 1125 scheiterten die Ambitionen der beiden staufischen Brüder Friedrich und Konrad auf dessen Nachfolge. Friedrichs Königswahl misslang, weil er aus seiner Abstammung von den Saliern einen Erbanspruch ableitete und damit das Wahlrecht der Fürsten missachtete. Statt seiner wurde der sächsische Herzog Lothar gewählt. Konrad ließ sich 1127 zum Gegenkönig erheben, blieb aber ebenfalls erfolglos. Die Wahl Lothars und sein Streit mit den staufischen Brüdern um das salische Erbe lösten einen Krieg im Reich aus. Nach dem Tod Lothars konnte sich Konrad in der Königswahl von 1138 gegen den machtbewussten Bayern- und Sachsenherzog Heinrich den Stolzen durchsetzen. Konrads Neuordnung der Herzogtümer Sachsen und Bayern, die die erbrechtlichen Ansprüche der Welfen ignorierte, scheiterte. Während seiner gesamten Herrschaftszeit setzten in Bayern und Sachsen die Welfen Heinrich der Stolze, Heinrich der Löwe und Welf VI. ihren Widerstand gegen Konrad fort.
Als König versuchte Konrad die Herrschaftsträger des Reichs durch Heiratspolitik an sich zu binden. Von 1147 bis 1149 unternahm er einen Kreuzzug, der ein vollständiger Misserfolg wurde. Als erster der römisch-deutschen Könige seit 962 errang Konrad nicht die Kaiserwürde. Seine Konflikte mit den Welfen Welf VI. und Heinrich dem Löwen galten lange Zeit als Ausdruck eines staufisch-welfischen Gegensatzes, der die Reichspolitik im 12. Jahrhundert dominiert habe. Erst in jüngster Zeit wurde diese Einschätzung stark relativiert.

## Leben

### Herkunft

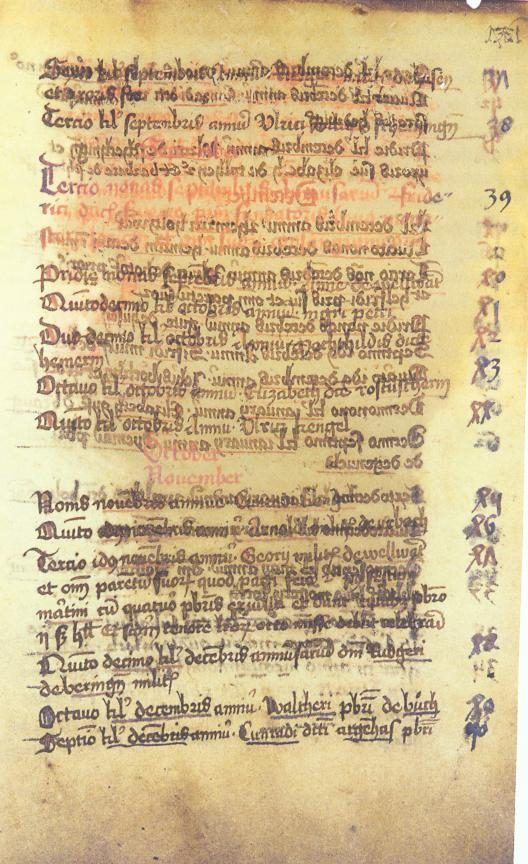
Das „Rote Buch“ des Klosters Lorch wurde durch Kriegseinwirkung 1943 stark beschädigt und in den 1980er Jahren umfassend restauriert. Auf der abgebildeten Seite des Nekrologs ist unter Nr. 39 Konrads Vater Friedrich I. von Schwaben, der Stifter des Klosters, genannt. Stuttgart, Landesarchiv Baden-Württemberg, Hauptstaatsarchiv Stuttgart, H 14, Nr. 175, Bl. 136.

Konrad entstammte dem adligen Geschlecht, das als „Staufer“ bekannt ist; diese Bezeichnung ist jedoch erst von Historikern des späten 15. Jahrhunderts eingeführt worden. Die Herkunft der Familie ist ungeklärt. Über Konrads Großvater Friedrich von Büren ist lediglich bekannt, dass er um 1050 eine Frau namens Hildegard geheiratet hat. Jüngst wurde die These aufgestellt, dass der Schlettstädter Besitz der Staufer nicht von Hildegard in die Ehe eingebracht worden sei, sondern Friedrich bereits gehört habe. Die Staufer seien kein schwäbisches, sondern ein elsässisches Geschlecht gewesen, das erst um 1100 mit Herzog Friedrich I. ins ostschwäbische Remstal ausgegriffen habe.
Jedenfalls gelang der Aufstieg der Familie durch eine geschickte Ausnutzung lokaler Konstellationen. Dabei spielten mehrere Faktoren eine wichtige Rolle. Über die Inbesitznahme von Klostervogteien, die oft von Ministerialen verwaltet wurden, konnte die dortige Ministerialität in den staufischen Herrschaftskomplex integriert werden. Somit verschaffte sich die Familie einen starken, materiell abgesicherten Rückhalt im lokalen Adel. Über die Bistumspolitik – betroffen waren die Bistümer Würzburg, Worms und Speyer – konnten Verbindungen zu den Stadtgemeinden, zur Geistlichkeit und zum Adel gepflegt werden. Schließlich war für den Aufstieg der Adelsfamilie eine Reihe von Eheschließungen vorteilhaft, über die Verwandtschaftsbande zu sehr angesehenen und einflussreichen Familien entstanden oder gefestigt wurden.
Viel wichtiger als die Ahnen väterlicherseits war für das Selbstverständnis und die Ambitionen der Familie ihre prestigeträchtige Verwandtschaft mütterlicherseits mit den Saliern. Konrads Mutter Agnes war eine Tochter Kaiser Heinrichs IV., des vorletzten Saliers. Die zeitgenössischen Autoren nahmen Konrad als Verwandten oder Nachkommen der Salier wahr, seine regionale Herkunft wurde nur selten erwähnt. Auch Konrad selbst berief sich später als König in seinen Urkunden auf die salischen Könige als seine Vorfahren.
Die Konflikte Heinrichs IV. mit den süddeutschen Herzögen Rudolf von Schwaben, dem Zähringer Berthold von Kärnten und Welf IV. von Bayern begünstigten den Aufstieg der Staufer. Als Reaktion auf die Wahl des Schwabenherzogs Rudolf zum Gegenkönig erhob Heinrich IV. an Ostern 1079 Graf Friedrich, einen Sohn Friedrichs von Büren, zum neuen Herzog von Schwaben. Ob Friedrich seine Grafschaftsrechte im Elsass, Schwaben oder Franken ausübte, ist unbekannt. Der Kaiser vermählte ihn mit seiner Tochter Agnes. Friedrich starb bereits 1105. Er hinterließ zwei Söhne, den 1093 geborenen Konrad und dessen drei Jahre älteren Bruder Friedrich II. Nach dem Tod ihres Gatten schloss Agnes mit dem österreichischen Markgrafen Leopold III. eine neue Ehe. Friedrich II. übernahm bald nach dem Tod seines Vaters dessen Ämter und Würden. Ab 1106 führte er den Herzogstitel.

### Sachwalter Heinrichs V. und Gegner Lothars III.
Kaiser Heinrich IV. wurde 1105 von seinem Sohn Heinrich V. gestürzt. Dieser machte im Januar 1116 für die Zeit seines Aufenthalts in Italien Friedrich II. und dessen Bruder Konrad zu Sachwaltern im nördlichen Reichsteil. Konrad wurde zum Herzog in Ostfranken erhoben und rivalisierte dort mit Bischof Erlung von Würzburg, der vom Kaiser abgefallen war. Konrads Bruder sollte die salischen Interessen gegenüber dem Erzbischof Adalbert von Mainz vertreten. Friedrich II. war von 1111 bis 1118 einer der wichtigsten Großen am salischen Hof. Konrad hingegen stand seinem königlichen Onkel erheblich distanzierter gegenüber; seine Anwesenheit am Königshof ist nur dreimal nachzuweisen.
Nach seiner Rückkehr söhnte sich Heinrich V. mit Bischof Erlung aus. Der Besitz der Würzburger Kirche wurde wieder der rechtlichen Oberhoheit des Bischofs unterstellt. Dadurch entfiel für Konrads Amtsherzogtum die Existenzgrundlage. Ihm verblieb nur noch ein Titularherzogtum. Konrad und Friedrich gehörten fortan nicht mehr zum engsten Umfeld des Hofs. Die beiden staufischen Brüder schlossen sich der Fürstenopposition an, da sie nachdrücklich für Frieden im Reich eintraten und sich für eine Einigung zwischen Kaiser und Papst im Investiturstreit einsetzen wollten. Trotz dieser Differenzen kam es nicht zu einem Bruch, der kinderlose Heinrich setzte Friedrich vielmehr zu seinem Alleinerben für seinen Privatbesitz ein. Nach dem Tod des Kaisers wurde die Königswahl für Ende August 1125 in Mainz anberaumt. Friedrich II. schien durch seine nahe Verwandtschaft mit dem verstorbenen Herrscher beste Aussichten auf die Nachfolge zu haben, doch erwies sich seine Verbindung mit dem salischen Haus dann eher als Nachteil. Der Staufer wollte das unbeschränkte Wahlrecht (libera electio) der Fürsten nicht akzeptieren und machte durch sein allzu siegesgewisses und als hochmütig (ambicione cecatus) empfundenes Auftreten seine Chancen zunichte. Statt seiner wurde der Sachsenherzog Lothar von Süpplingenburg gewählt. Ausschlaggebend für Lothars Wahl waren seine symbolhafte Demonstration von Demut und der Frontwechsel Herzog Heinrichs des Schwarzen, der sich gegen seinen staufischen Schwiegersohn entschied. Die Gründe dafür sind unklar. Lothar gewann ihn möglicherweise für sich, indem er ihm versprach, seine einzige Tochter Gertrud mit Heinrichs Sohn Heinrich dem Stolzen zu vermählen. Aus dieser Verbindung ging Heinrich der Löwe hervor. Das folgende Jahrzehnt war geprägt vom Konflikt Lothars mit den staufischen Brüdern über das von Friedrich II. beanspruchte Erbe Heinrichs V.; strittig war, was davon als Reichgut gelten und dem neuen König zustehen sollte. In Regensburg entschied ein Gericht der Fürsten, dass die Güter in die Verfügungsgewalt des Königs überzugehen haben. Da sich Friedrich dennoch weigerte, den Besitz herauszugeben, kam es zu einem jahrelangen Krieg, der mehrere Teile des Reichs in Mitleidenschaft zog.

### Pilgerfahrt und Gegenkönigtum
An den Auseinandersetzungen vor und nach der Wahl war Konrad nicht beteiligt gewesen, da er 1124 zu einer Pilgerfahrt ins Heilige Land aufgebrochen war. Solche Pilgerfahrten wurden nicht nur aus Sorge um das Seelenheil unternommen, sondern verschafften Pilgern auch ein beträchtliches Ansehen. Spätestens im Sommer 1127 kehrte er zurück. Im Dezember 1127 wurde Konrad von bayerischen, fränkischen und schwäbischen Anhängern der Staufer auf der Reichsburg Nürnberg zum König erhoben. Sie entschieden sich wohl deswegen für Konrad, weil er anders als sein Bruder Friedrich nicht Lothar III. gehuldigt hatte und ihm daher kein Eidbruch vorgeworfen werden konnte. Die Resonanz auf die Königserhebung fiel jedoch negativ aus. Von den zeitnahen Chronisten wurde Konrads Gegenkönigtum als Usurpation gebrandmarkt. Die Erzbischöfe von Magdeburg, Mainz und Salzburg exkommunizierten Konrad als Rebellen. Konrad zog nach Italien, wo er am 29. Juni 1128 in Monza vom Erzbischof Anselm von Mailand zum König von Italien gekrönt wurde. Das Schisma von 1130 brachte ihm keine Vorteile, denn beide Rivalen um die Papstwürde, Anaklet II. und Innozenz II., suchten die Verständigung mit Lothar. Konrad musste sich schließlich nach Parma zurückziehen, wo er „so arm und mit so geringem Gefolge erbärmlich verweilte, daß sein Ansehen kaum von einem Ort zum anderen reichte.“
Wohl erst in der zweiten Jahreshälfte 1132 kehrte Konrad aus Italien zurück. Auch im nördlichen Reichsteil blieb sein Gegenkönigtum erfolglos. Lothar III. konnte 1129 Speyer und 1130 Nürnberg einnehmen und 1134 nach seiner Rückkehr aus Italien als Kaiser zusammen mit Heinrich dem Stolzen die beiden Staufer in Ulm, dem Hauptort des Herzogtums Schwaben, bezwingen. Damit endete der Kampf der Stauferbrüder um das Königtum. Friedrich unterwarf sich auf einem Hoftag am 17. und 18. März 1135 in Bamberg, Konrad am 29. September desselben Jahres in Mühlhausen. Mit der öffentlichen Selbstdemütigung, die barfuß und im Büßergewand vollzogen wurde, war der Konflikt beigelegt und die Ehre des Herrschers wiederhergestellt. Lothar nahm die beiden Staufer wieder in seine Huld auf und beließ ihnen die Herzogswürde. So konnte der Kaiser die christliche Herrschertugend der Barmherzigkeit demonstrieren.

### Teilnahme am Italienzug Lothars III. und Ehe

Nachruf auf den verstorbenen Kaiser Lothar III. Die zweite Spalte behandelt den Übergang zur Königsherrschaft Konrads III. im Jahr 1138. Annalista Saxo, Paris, Bibliothèque nationale de France, Ms. lat. 11851, fol. 237r.

Trotz der offiziellen Versöhnung mied Friedrich den Königshof. Konrad hingegen verpflichtete sich zur Teilnahme an dem für August 1136 angesagten Italienzug Lothars. Während des Italienzuges trat er in der Rangfolge der Zeugen in den Urkunden hinter Heinrich dem Stolzen auf. Als Bannerträger des kaiserlichen Heeres in Italien übernahm er wichtige Aufgaben. Konrads Engagement für den Kaiser steigerte sein Ansehen bei den beteiligten Fürsten und trug wohl dazu bei, dass er später als geeigneter Kandidat für die Königswürde erschien. Seine auf dem Italienzug geknüpften Verbindungen wurden für seine spätere Königswahl wichtig. Noch vor der Königserhebung kam wohl 1135/36 die Ehe mit Gertrud von Sulzbach zustande. Aus dieser Ehe gingen mit Heinrich (VI.) und Friedrich zwei Söhne hervor. Auf eine von Hansmartin Decker-Hauff vermutete erste Ehe Konrads mit einer Gertrud von Komburg finden sich keine Hinweise.

### Königswahl 1138

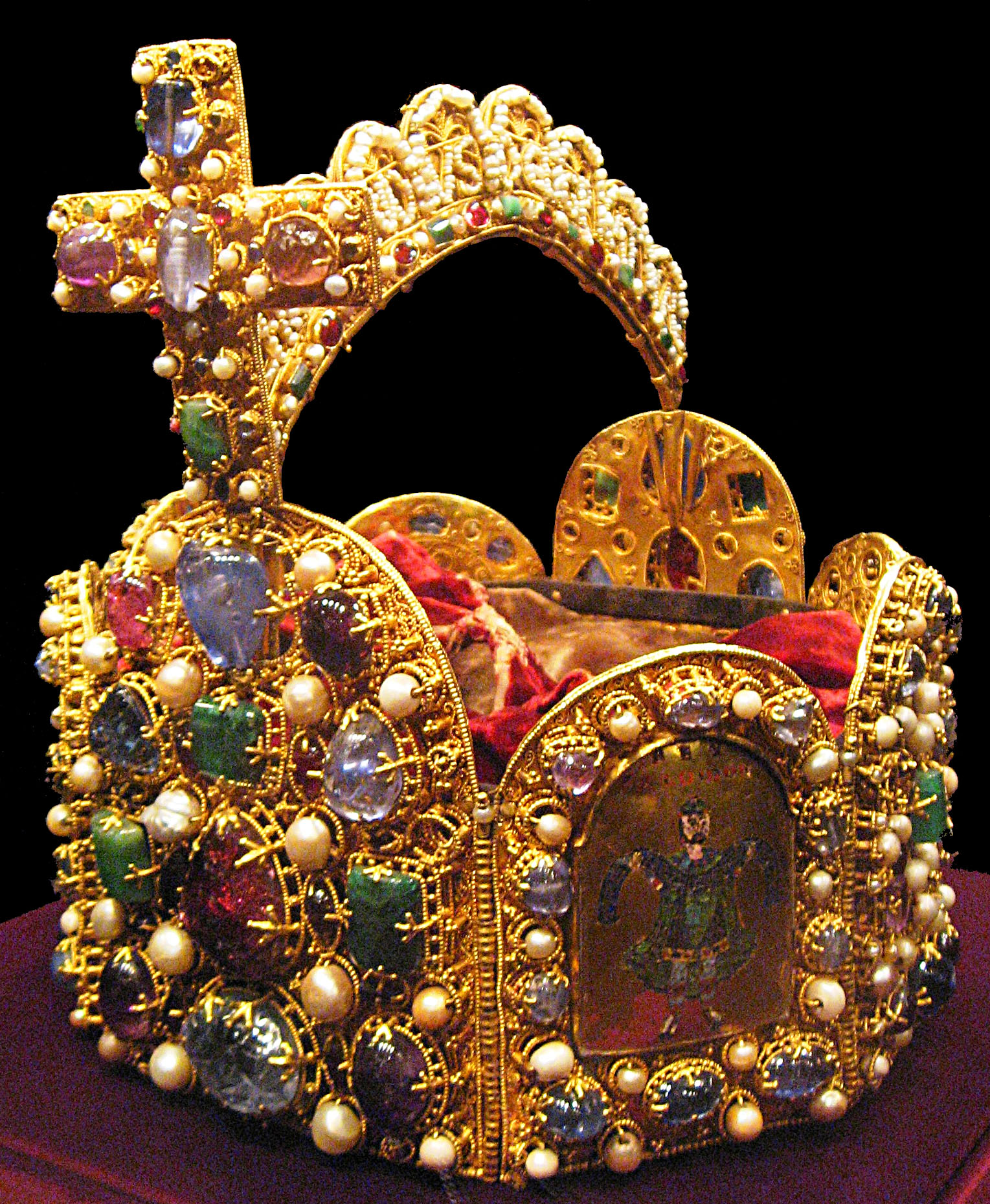
Die Kaiserkrone wurde vielleicht in der Zeit Konrads III. gefertigt. Die Krone trägt auf dem Bügel die Aufschrift Chonradus dei gratia Romanorum imperator augustus (Konrad von Gottes Gnaden erhabener Kaiser der Römer). Sie befindet sich heute in Wien.

Während der Königsherrschaft seines Schwiegervaters hatte Heinrich der Stolze eine dominante Stellung erreicht. Er verfügte schließlich über die Herzogtümer Bayern und Sachsen, die Markgrafschaft Tuszien sowie umfangreichen Eigenbesitz in Schwaben, Bayern, Sachsen und Italien. Nach Otto von Freising soll er sich seiner Herrschaft „von Meer zu Meer, von Dänemark bis Sizilien“ gerühmt haben. Da Lothar keine Söhne hatte, übergab er vor seinem Tod seinem welfischen Schwiegersohn die Reichsinsignien. Nach dem Tod des Kaisers am 3. Dezember 1137 in Breitenwang galt Heinrich als königsfähiger Kandidat, doch soll er sich „wegen seines Stolzes bei fast allen, die mit Kaiser Lothar an dem Zuge nach Italien teilgenommen hatten, verhaßt gemacht haben“. Heinrichs übertriebenes Rangbewusstsein hielt ihn offenbar davon ab, sich um die Loyalität der Fürsten zu bemühen. Außerdem traf er im Herzogtum Sachsen auf konkurrierende Ansprüche Albrechts des Bären.
Nicht nur ein Teil der weltlichen Fürsten stand gegen Heinrich, sondern auch kirchliche Kräfte. Durch den Tod mehrerer Bischöfe waren die Bistümer Freising, Basel, Merseburg, Brandenburg und Osnabrück sowie die Erzbistümer Köln und Mainz in den Jahren 1137/38 vakant. Bei der großen Anzahl an Wiederbesetzungen war für den Episkopat und das Papsttum auch die Einstellung des Königskandidaten wichtig. Die Fortführung des Wormser Konkordats sah man eher durch Konrad als durch Heinrich den Stolzen gewährleistet. Von bischöflicher Seite wurde der Vorwurf erhoben, Heinrich „habe die heilige römische Kirche mit seiner Macht erstickt“.
Die allgemeine Wahlversammlung wurde zu Pfingsten 1138 nach Mainz einberufen. Bereits am 7. März 1138 wurde jedoch in Koblenz unter Leitung des Trierer Erzbischofs Albero mit Beteiligung weniger Fürsten und zweier päpstlicher Legaten Konrad zum König erhoben. Anders als bei vorherigen Königswahlen war statt des Mainzer Erzbischofs der Trierer der Wahlleiter. Das Wahlgremium bestand ausschließlich aus Anhängern Konrads. Da es keine geschriebene Verfassung mit Bestimmungen über die Gültigkeit einer Wahl gab, kam es in einer solchen Situation nur darauf an, ob sich der Gewählte politisch und militärisch durchsetzen konnte. Nach der Wahl zog Konrad nach Aachen, wo er am 13. März vom Kardinallegaten Dietwin gesalbt und gekrönt wurde, nicht, wie sonst üblich, vom Kölner Erzbischof. Vielleicht wurde in dieser Zeit die heute in Wien aufbewahrte Reichskrone als monarchisches Würdezeichen angefertigt.
Am 22. Mai fand Konrad auf dem Pfingsthoftag in Bamberg die Anerkennung zahlreicher Fürsten. In seinen ersten beiden Herrschaftsjahren war die Bindungskraft des Hofes durch den Königsumritt besonders stark; auffallend viele Große besuchten den Königshof.

### Konflikt mit Heinrich dem Stolzen und Welf VI.

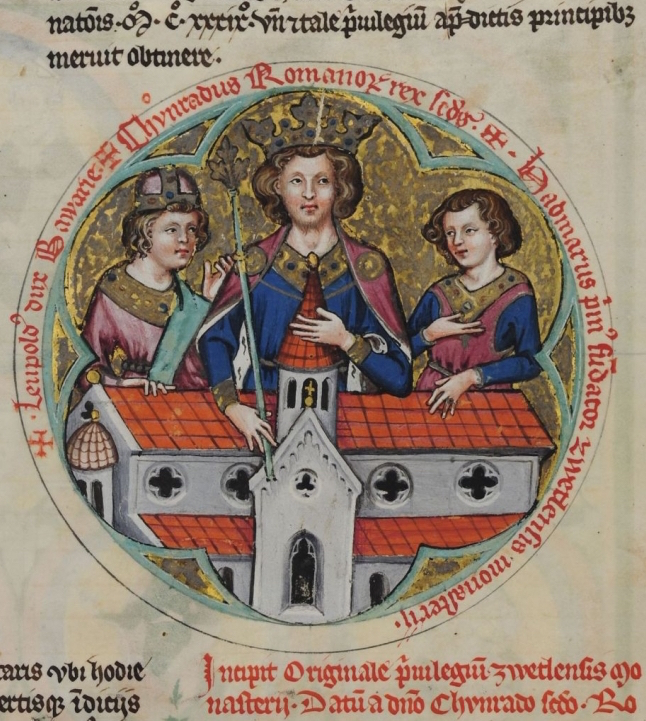
Herzog Leopold von Bayern, König Konrad III. und Hadmar I. von Kuenring. Ausschnitt aus fol. 8v der „Bärenhaut“.

Ende Juni 1138 nahm Konrad in Regensburg die Huldigung der bayerischen Großen entgegen. Heinrich händigte Konrad die Reichsinsignien aus, ohne ihm jedoch zu huldigen. Der neue König wollte sich Handlungsspielräume verschaffen und zu diesem Zweck Heinrich den Stolzen zwingen, „auf einiges von dem, was er von Kaiser Lothar empfangen und noch in Besitz hatte“, zu verzichten. Heinrich hingegen wollte dem König nur huldigen, wenn dieser ihm Lehen und Besitz bestätigte. Die Verhandlungen auf dem Hoftag in Augsburg scheiterten. Konrad floh heimlich in der Nacht, da er befürchtete, der Herzog könne ihn mit seinem Heer zur Anerkennung seiner Stellung zwingen. Im Juli 1138 wurde Heinrich auf einem Hoftag in Würzburg durch ein Urteil der versammelten Fürsten das sächsische Herzogtum aberkannt. Zu Weihnachten verlor er auf einem Hoftag in Goslar auch das bayerische Herzogtum. In Sachsen, wo Konrad wenig Rückhalt hatte, wurde das Herzogtum an den Askanier Albrecht den Bären vergeben, und im Frühjahr 1139 erhielt der Babenberger Leopold IV. das Herzogtum Bayern. Mit diesen Besetzungen in Bayern und Sachsen bekämpfte Konrad nicht nur seinen Rivalen Heinrich, sondern verschaffte sich auch treue Gefolgsleute. Leopold war Halbbruder Konrads, dessen Mutter Agnes in zweiter Ehe mit Leopolds gleichnamigem Vater verheiratet war. Er blieb jedoch aufgrund regionalen Widerstands weitgehend in Bayern gebunden und musste im August 1140 gegen Welf VI., der Bayern für sich beanspruchte, eine Niederlage bei Valley hinnehmen. Nach der Aberkennung der beiden Herzogtümer war ein militärischer Konflikt zwischen König Konrad und Heinrich dem Stolzen unvermeidbar. In Sachsen konnte sich Heinrich gegen Albrecht den Bären behaupten. Im August 1139 standen sich die Heere beim thüringischen Creuzburg an der Werra kampfbereit gegenüber, doch konnte durch Vermittlung des Erzbischofs Albero von Trier und des böhmischen Herzogs Soběslav I. eine Schlacht, deren Ausgang unkalkulierbar war, verhindert werden. Zwar kam es noch nicht zu einem endgültigen Friedensschluss, doch zu einem Ausgleich (compositio) zwischen den Konfliktparteien. Aufgrund der Komplexität der Streitfragen wurde bis zum Hoftag in Worms am 2. Februar 1140 Zeit für Verhandlungen eingeplant. Ein Kompromiss hätte erfordert, dass Heinrich Konrads Königtum anerkannte und daraufhin erneut belehnt wurde. Für die vom König neu eingesetzten Herzöge Albrecht den Bären in Sachsen und Leopold in Bayern hätte eine Lösung gefunden werden müssen, welche ihnen einen nicht hinnehmbaren Gesichtsverlust ersparte und damit ihre Ehre (honor) berücksichtigte. Heinrich der Stolze starb jedoch unerwartet am 20. Oktober 1139.
Nach seinem Tod erhob sein Sohn Heinrich der Löwe Anspruch auf das Herzogtum Sachsen und sein Bruder Welf VI. forderte das Herzogtum Bayern. Die Interessen des noch unmündigen Kindes Heinrich vertraten die Kaiserinwitwe Richenza und Gertrud, die Witwe Heinrichs des Stolzen. Im Dezember 1140 ging Konrad gegen Welf VI. vor und belagerte die Burg Weinsberg nahe Heilbronn. Nach der Kapitulation der Burg soll Konrad in Demonstration königlicher Milde, die im mittelalterlichen Königsideal eine wichtige Rolle spielte, den Frauen erlaubt haben, alles vor der Zerstörung zu retten, was sie tragen konnten. Sie entschieden sich, ihre Männer auf den Schultern davonzutragen. Im Oktober 1141 starb unerwartet Leopold von Bayern. Auch in Sachsen konnte sich Albrecht der Bär gegen Heinrich den Löwen nicht durchsetzen. Die Suche nach einem Kompromiss zwischen den Konfliktparteien zog sich bis 1141/42 hin. Ein Ausgleich konnte auf Vermittlung der Fürsten im Mai 1142 auf dem Hoftag in Frankfurt am Main gefunden werden. Albrecht der Bär verzichtete auf das Herzogtum Sachsen, das Heinrich dem Löwen zugesprochen wurde. Vereinbart wurde eine Ehe zwischen Gertrud und dem Babenberger Heinrich, der später den Beinamen Jasomirgott erhielt. Heinrich Jasomirgott übernahm das Herzogtum Bayern und wurde einer der wichtigsten Parteigänger Konrads. Damit sollte der Streit zwischen der Witwe Heinrichs des Stolzen und König Konrad beendet werden. Gertrud starb jedoch am 18. April 1143, und Welf VI. akzeptierte den Ausgleich nicht. Er beanspruchte das Herzogtum als Erbe seines Bruders für sich und eröffnete die Fehde gegen den König. Heinrich der Löwe erneuerte 1147 seine eigenen Ansprüche auf Bayern. Im Streit um das Herzogtum Bayern unterstützte Herzog Friedrich von Schwaben, der spätere Kaiser Friedrich Barbarossa, seinen Onkel Welf VI. und nicht seinen Onkel Konrad. Der Vorgang zeigt, dass die Theorie früherer Historiker von einem staufisch-welfischen Gegensatz der damaligen Realität nicht gerecht wird. Der Konflikt blieb unter Konrad ungelöst.

### Maßnahmen zur Festigung der Herrschaft
Zur Festigung seiner Königsherrschaft schloss Konrad Bündnisse, die mit Heiraten bekräftigt wurden. Er verheiratete Verwandte mit Angehörigen anderer Herrscherdynastien oder mit Großen des Reiches und vergab Ämter an Angehörige jener Familien, zu denen auf diese Weise verwandtschaftliche Bindungen hergestellt worden waren. Die sulzbachische Familie der Königin wurde ebenso wie die babenbergische und staufische Verwandtschaft des Königs in die Heiratsprojekte einbezogen und mit wichtigen Funktionen im Reich bedacht. 1138 setzte Konrad in Niederlothringen mit Gottfried II. einen neuen Herzog ein und gab ihm Liutgard von Sulzbach, eine Schwester seiner Gattin, zur Frau. 1139 arrangierte er die Verlobung seines erst zwei- oder dreijährigen Sohnes Heinrich mit der ungarischen Königstochter Sophia. Die Ehe kam jedoch nicht zustande, da sich die Beziehungen zum ungarischen Königshof Mitte der 1140er Jahre verschlechterten. 1140 erhielt der Böhmenherzog Wladislaus II. sein Herzogtum nur, da er mit Gertrud eine babenbergische Schwester des Königs heiratete. Konrads Schwägerin Bertha von Sulzbach wurde im Januar 1146 im Rahmen einer gegen das Normannenreich in Süditalien gerichteten Bündnispolitik mit dem byzantinischen Kaiser Manuel I. vermählt. Als Kaiserin nahm sie den Namen Irene an, der im Griechischen „Friede“ bedeutet. Damit sollte auch der Wunsch nach einem friedlichen Nebeneinander der beiden Reiche, die in Italien widerstreitende Interessen verfolgten, ausgedrückt werden. Auch Konrads Neffe Friedrich von Schwaben wurde in Konrads dynastische Politik einbezogen. Um 1146 wurde er mit der nordbayerischen Markgrafentochter Adela von Vohburg vermählt.
Die Babenberger wurden zu Stützen von Konrads Königtum. Leopold IV. wurde 1139 Herzog von Bayern, sein Bruder Heinrich Jasomirgott erhielt 1140 mit der Pfalzgrafschaft bei Rhein eine Schlüsselposition im Reich. 1143 erhob Konrad Heinrich zum Herzog von Bayern, 1146 vermählte er ihn mit der byzantinischen Prinzessin Theodora Komnena, einer Nichte Kaiser Manuels. Die beiden Babenberger Otto und Konrad wurden mit geistlichen Ämtern versorgt. Otto wurde 1138 zum Bischof von Freising erhoben und Konrad 1148 als Bischof von Passau im Kern des babenbergischen Herrschaftsbereichs positioniert.
Der Besitz und die Kontrolle von Burgen besaß für die Stellung und Herrschaftsausübung der frühen Staufer im Reich eine wesentliche Rolle. Konrad tauschte 1142 den Baugrund auf dem Burgberg von Rothenburg ob der Tauber vom Stift Neumünster ein und ließ im selben Jahr die gleichnamige Burg errichten. Nach Karl Borchardt war die Burg Rothenburg bereits unter Konrad auch mit einer Stadtgründung verbunden. Konrad habe mit Burg und Stadt einen hochrangigen Herrschaftsmittelpunkt geplant. Konrads Königtum entwickelte eine hohe Bindungskraft, jedoch mit regional unterschiedlicher Intensität. Besonders Franken und Schwaben waren königsnahe Regionen, in denen die Königsherrschaft effektiv zur Geltung gebracht werden konnte. Rhein- und Ostfranken waren die Kernregionen der königlichen Urkundentätigkeit. Sachsen blieb wegen der Kämpfe des Königs gegen Heinrich den Löwen königsfern; es gelang Konrad in seiner gesamten Herrschaftszeit nicht, diese Region zu integrieren. Am häufigsten besuchte Konrad Würzburg (elfmal), Regensburg und Nürnberg (je neunmal) sowie Bamberg, Speyer und Frankfurt (je sechsmal). Als Vertraute Konrads sind neun Personen nachweisbar: der königliche Kanzler und spätere Erzbischof Arnold II. von Köln, die Bischöfe Embricho von Würzburg, Burchard II. von Worms, Otto von Freising und Anselm von Havelberg, der Abt Wibald von Stablo sowie der Herzog Friedrich II. von Schwaben, Albrecht der Bär und Heinrich Jasomirgott von Bayern. Konrads Bruder Friedrich wurde nach der Stabilisierung des Königtums der in den Diplomen am häufigsten erwähnte Fürst. Auch die Ministerialität band Konrad immer stärker ein. Das bedeutendste Beispiel ist Arnold von Selenhofen, der einem Mainzer Ministerialengeschlecht entstammte. Im März 1138 übertrug ihm Konrad die Hofkapelle und 1151 das Amt des Reichskanzlers. Ministeriale hatten bereits seit der späten Salierzeit als Stützen der königlichen Herrschaft an Bedeutung gewonnen, in der Stauferzeit verstärkte sich diese Entwicklung.

### Verhältnis zur Kirche

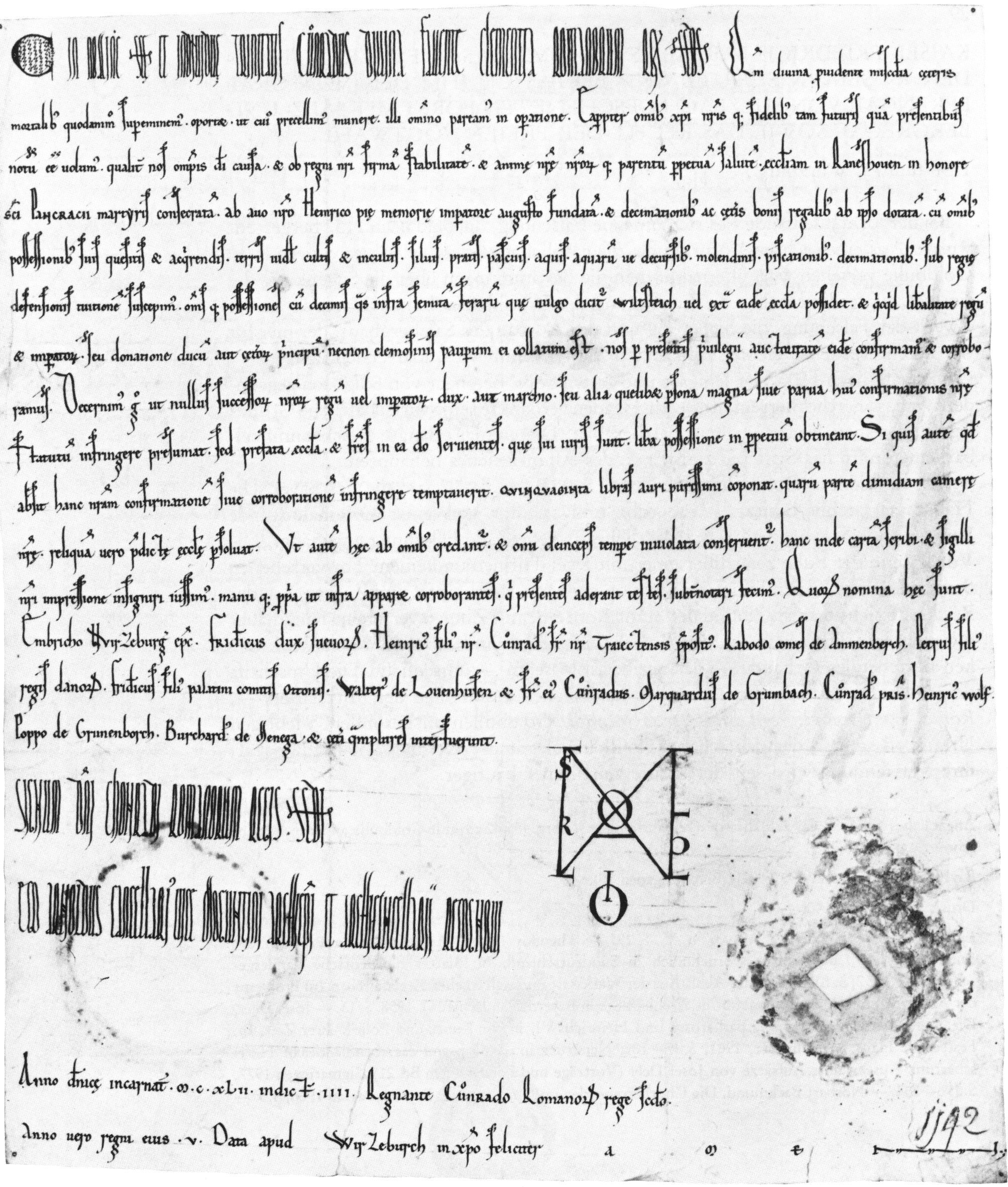
Urkunde Konrads III. für das Stift Ranshofen, ausgestellt Juni/September 1142. München, Bayerisches Hauptstaatsarchiv, Kaiserselekt 46

1122 war der jahrzehntelange Konflikt zwischen Kaiser und Papst, in dem die päpstliche Seite mit dem Schlagwort „Freiheit der Kirche“ (libertas ecclesiae) angetreten war, durch das Wormser Konkordat beigelegt worden. Zu den Päpsten pflegte Konrad als König stets gute Beziehungen. Anders als Lothar versuchte er nicht, die verlorenen königlichen Rechte über die Reichskirche zurückzugewinnen. Auf die Neubesetzungen zahlreicher Bistümer unmittelbar nach seinem Herrschaftsantritt nahm er Einfluss über die Wahlgremien, die Domkapitel, in denen er loyale Gefolgsleute und potentielle Bischofskandidaten untergebracht hatte. So konnte er sich an die Bestimmungen des Konkordats halten und zugleich die Zusammenarbeit mit den wichtigsten geistlichen Zentren im Reich fördern.
Konrads Herrschaft war von einem engen Zusammenwirken von Königtum und Reichskirche geprägt. Der König betrachtete die beiden Gewalten Königtum (regnum) und Kirche (sacerdotium) als gleichrangig. Sein Handeln gegenüber der Kirche war durch die Prinzipien concordia („Eintracht“) und consensus („Konsens“) bestimmt.
So sorgte er für königlichen Schutz der Kirchen gegen jegliche Art von Bedrückungen. Von den 186 überlieferten Urkunden für kirchliche Empfänger enthielt beinahe jede vierte eine Bestätigung oder gar die erstmalige Verleihung des Königsschutzes. Zudem förderte der König Kirchen durch Übertragung von Reichsbesitz. Hohe Geistliche übernahmen wichtige politische Aufgaben in Italien, bei Verhandlungen mit den Päpsten und bei der Pflege des Verhältnisses zu Byzanz.
Grundlegende Veränderungen in der Kirchenherrschaft führte Konrad im Vogteiwesen durch. Kirchenvögte waren in den von ihnen betreuten kirchlichen Einrichtungen für Schutz und Gerichtsbarkeit zuständig, hatten jedoch zahlreiche Aufgaben an Untervögte abgegeben. Nachdem sich viele Untervögte Güter und Rechte der von ihnen bevogteten Kirchen angeeignet hatten, erließ der König 1150 für das gesamte Reich ein Verbot der Untervogtei.

### Zweiter Kreuzzug

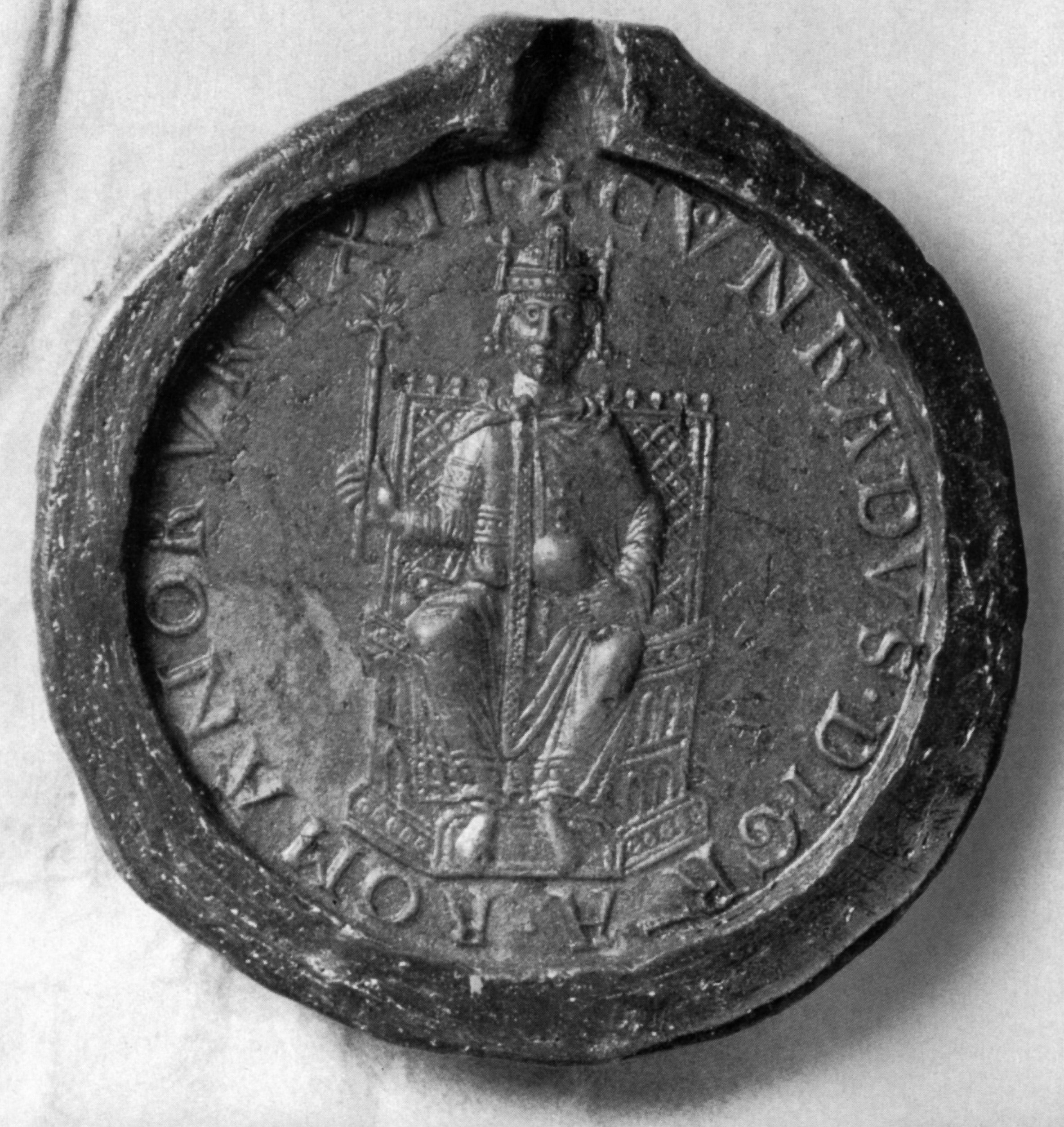
Auf dem Wachssiegel aus dem Jahr 1138 ist Konrad III. als thronender Herrscher abgebildet.

Im Krieg zwischen den Kreuzfahrerstaaten und den Muslimen hatte der Atabeg Zengi von Mossul im Dezember 1144 die Grafschaft Edessa eingenommen. Nach diesem Rückschlag richteten die Kreuzfahrer ein Hilfegesuch an Papst Eugen III. Dieser rief daraufhin am 1. Dezember 1145 zum Kreuzzug ins Heilige Land auf. Mit der Kreuzzugspredigt wurde der Zisterzienser Bernhard von Clairvaux beauftragt. Am 31. März 1146 nahm Ludwig VII. von Frankreich das Kreuz. Konrad hingegen lehnte eine erste Werbung Bernhards für den Kreuzzug Ende November/Anfang Dezember 1146 auf einem Hoftag in Frankfurt aus mehreren Gründen ab: Im nördlichen Reichsteil dauerten die Konflikte mit Welf VI. und Heinrich dem Löwen an, in Italien hatte Konrad noch keine Tätigkeiten entfalten können und der Papst drängte den König, nach Rom zu kommen. Ein Kreuzzug hätte auch das Verhältnis zu Byzanz, das sich seit der Eheschließung von Konrads Schwägerin Bertha von Sulzbach mit Kaiser Manuel positiv gestaltete, beeinträchtigen können. Schließlich konnte Konrad jedoch als künftiger Kaiser und ranghöchster Herrscher der Christenheit nicht abseits bleiben. Am Weihnachtshoftag 1146 in Speyer verpflichtete er sich nach einer Predigt Bernhards zur Kreuzzugsteilnahme. Die Gottgefälligkeit seines Vorhabens schien durch Wunderheilungen Bernhards vor den versammelten Kreuzfahrern bestätigt zu werden. Den Kreuzzug wollte der König nutzen, um sich als Schutzherr der gesamten lateinischen Christenheit zu profilieren. Mit dem Zug ins Heilige Land sollte die „Ehre unseres Reiches“ (honor regni nostri) vermehrt werden. Im Reich war die Bereitschaft zur Teilnahme am Kreuzzug jedoch sehr unterschiedlich. Der Westen stand unter dem unmittelbaren Eindruck der von Frankreich ausgehenden Kreuzzugspredigten. Welf VI. hatte bereits zwei Tage vor Konrad das Kreuz genommen. Heinrich der Löwe, Albrecht der Bär und andere sächsische Große zogen es hingegen vor, gegen die Heiden in ihrer eigenen Nachbarschaft zu ziehen (→ Wendenkreuzzug).
Für die Dauer des Kreuzzugs musste Konrad für einen Frieden im Reich sorgen. Mitte Februar nahmen in Regensburg die babenbergischen Gegner Welfs VI., Otto von Freising und Herzog Heinrich Jasomirgott von Bayern, das Kreuz. Auf dem Hoftag zu Frankfurt vom März 1147 wurden Maßnahmen zur Vorbereitung und Durchführung des Kreuzzugs beschlossen. Konrads zehnjähriger Sohn Heinrich (VI.) wurde Mitte März 1147 zum Mitkönig erhoben. In Frankfurt wurde für die Dauer des Kreuzzugs ein Landfriede erlassen. Für die Zeit der Abwesenheit Konrads übernahm der Erzbischof Heinrich von Mainz die Regentschaft im Reich. Heinrich der Löwe nutzte die Kreuzzugsvorbereitungen und forderte in Frankfurt das Herzogtum Bayern nach Erbrecht zurück. Es gelang, die Befassung mit seinen Ansprüchen bis zur Rückkehr des Königs zu vertagen.
Im Mai 1147 brach das deutsche Kreuzzugsheer von Regensburg in Richtung Ungarn auf. Es umfasste 20.000 Mann. Über Bulgarien zog das Heer ins Byzantinische Reich. Dort erschwerten Versorgungsprobleme und Konflikte mit byzantinischen Heeresabteilungen die Weiterfahrt, das Heer hatte mit Erschöpfung, Hunger und Seuchen zu kämpfen. Im Oktober 1147 erlitt es bei Doryläum gegen die Seldschuken eine vernichtende Niederlage. Der König selbst erkrankte an der Malaria tertiana. Von Januar bis Anfang März 1148 hielt er sich am Kaiserhof in Konstantinopel auf, wo er von byzantinischen Ärzten versorgt wurde. Am 24. Juni 1148 nahm er mit Ludwig VII. von Frankreich und König Balduin III. von Jerusalem an einem großen Konzil in Akkon teil. Der dort vereinbarte Zug gegen Damaskus wurde im Juli 1148 ein vollständiger Fehlschlag. Das eigentliche Ziel des Kreuzzuges, die Rückeroberung Edessas, konnte nicht erreicht werden.
Auf dem Rückweg traf Konrad in Konstantinopel noch einmal mit dem byzantinischen Kaiser Manuel I. Komnenos zusammen. Die Begegnung wurde durch das Zweikaiserproblem erschwert, da sowohl die byzantinischen als auch die westlichen Kaiser Anspruch auf den Titel imperator Romanorum erhoben. Seit 1142 verwendete Konrad in seinen Schreiben an die byzantinischen Herrscher den Titel Romanorum imperator augustus, obwohl er noch nicht zum Kaiser gekrönt war. Den Empfängern wurde auch der Titel Basileus ton Rhomaion („Kaiser der Römer“) verweigert und deren Herrschaftsgebiet nur als regnum („Reich“) oder imperium Grecorum („Reich der Griechen“) bezeichnet.
Der Basileus erhob bei der Begrüßung eines niederrangigen Herrschers den Anspruch, dass sich dieser vor ihm niederbeuge und ihm die Knie küsse. Da Konrad die Kaiserwürde zu erlangen gedachte, akzeptierte er dieses Zeremoniell und die damit ausgedrückte Höherrangigkeit Manuels jedoch nicht. Arnold von Lübeck berichtete rund sechzig Jahre später, dass Manuel und Konrad bei der Begrüßung aufeinander zuritten und sich sitzend im Sattel küssten. So wurde symbolisch Gleichrangigkeit ausgedrückt. Ob sich die Begegnung tatsächlich so abspielte, ist allerdings in der Forschung umstritten. Begrüßungen solcher Art waren jedenfalls nicht unüblich. Konrad und Manuel beschlossen einen Feldzug gegen den normannischen König Roger II. in Süditalien. Beide Kaiserreiche hatten zwar ähnliche Interessen und betrachteten den normannischen König als Usurpator, doch bestand auch eine Rivalität: Beide Herrscher beanspruchten Süditalien jeweils für sich.
Nach der Rückkehr vom Kreuzzug behauptete Konrad, sein Heer sei nicht von Ungläubigen besiegt worden, sondern vom Hunger, gegen den keine Waffe helfe. In der höfischen Öffentlichkeit wurden die Resultate des Unternehmens nach den Kategorien Ehre und Schande, Ruhm und Schmach bewertet. Nach den großen Verlusten beklagten die Chronisten, dass im Heiligen Land „nichts für die Erhabenheit des kaiserlichen und deutschen Namens“ erreicht worden sei. Nach dem gescheiterten Kreuzzug verlor der Königshof offenbar an Attraktivität: In den Zeugenlisten der Herrscherdiplome ging die Zahl der bedeutenden Fürsten zurück. Dies gilt der modernen Forschung als Zeichen dafür, dass die Akzeptanz von Konrads Königtum schwand.

### Pläne zur Kaiserkrönung, Tod und Nachfolge

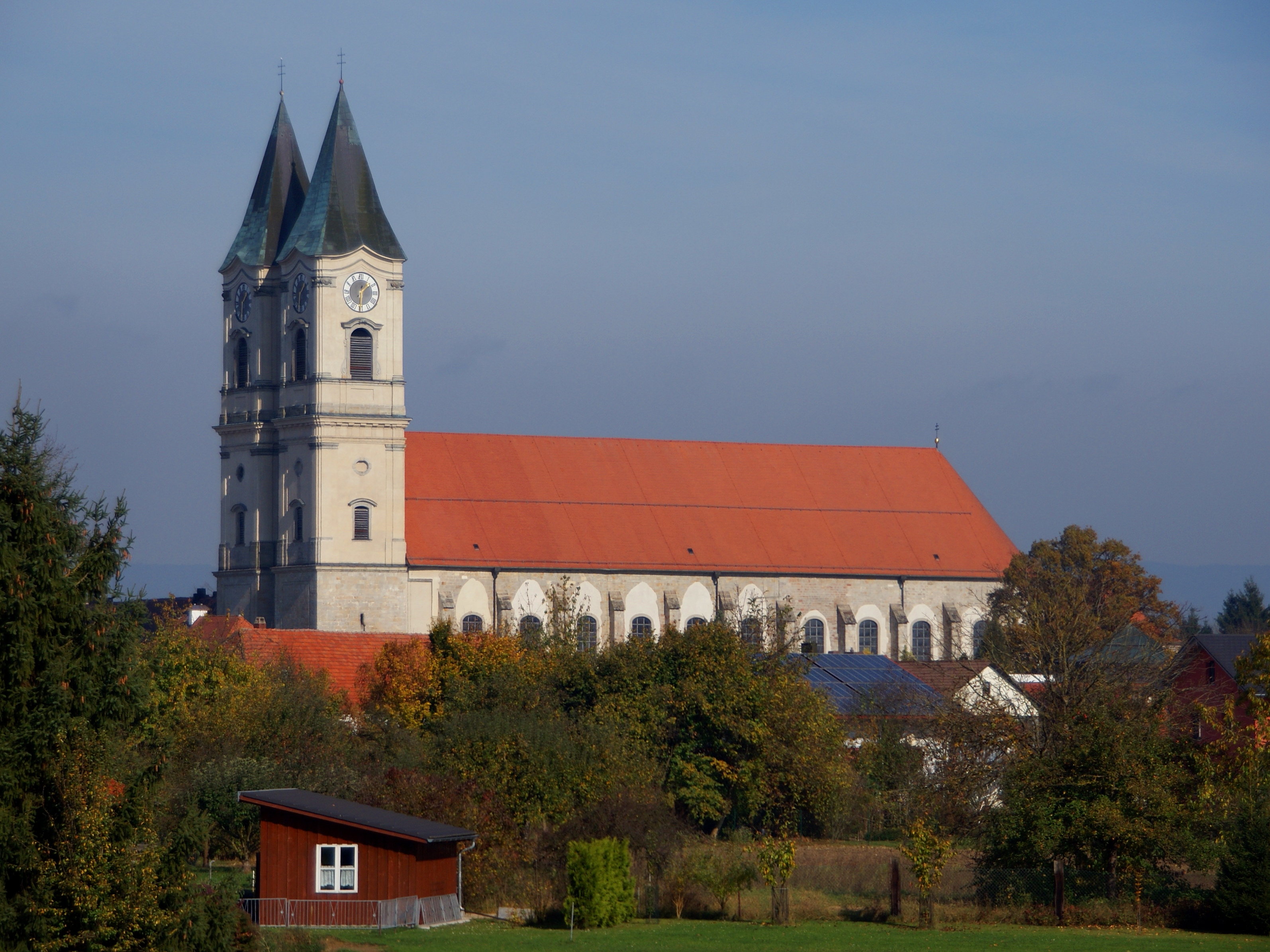
Blick auf die Klosterkirche Niederaltaich

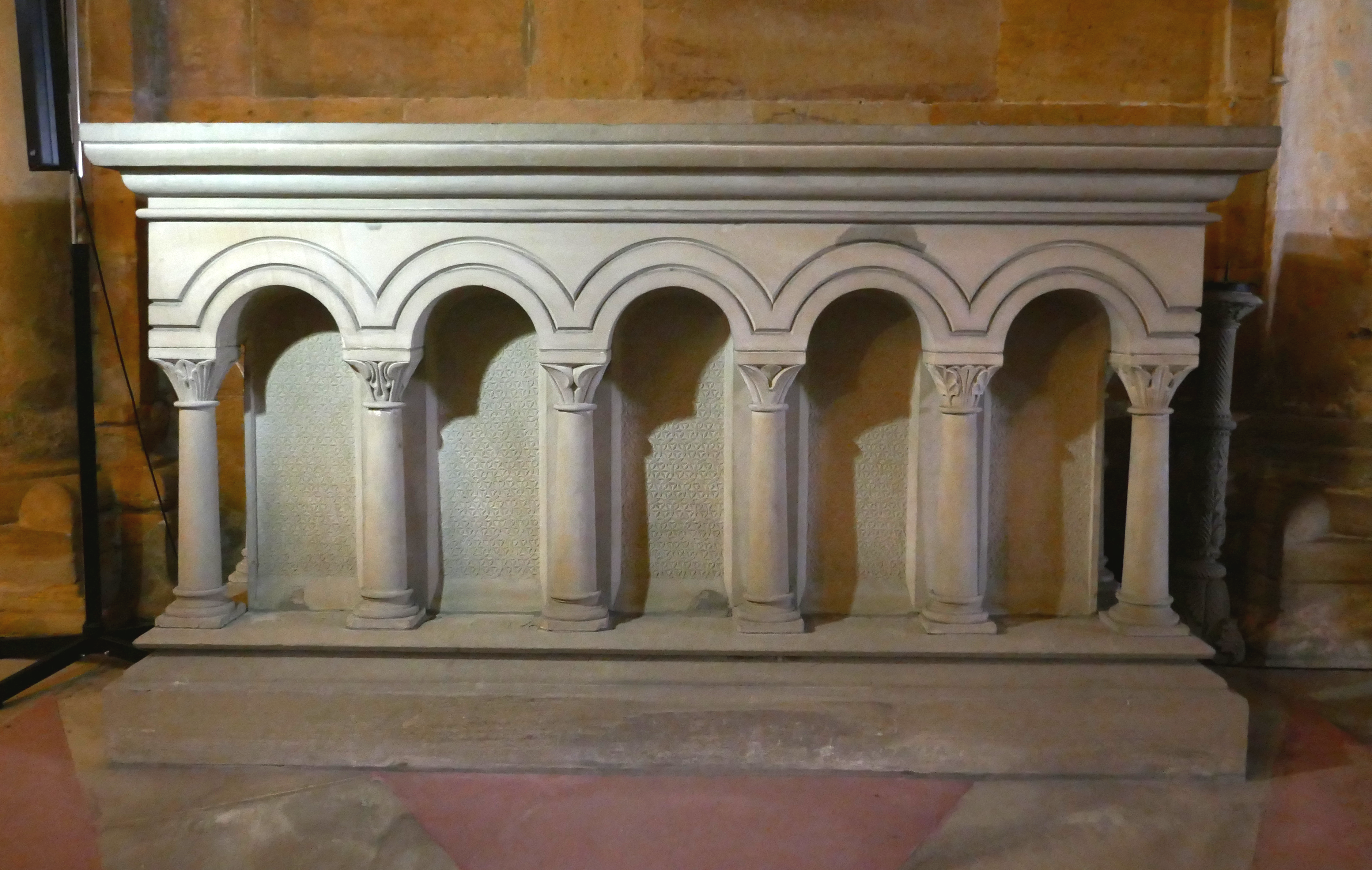
Sarkophag von König Konrad III. in der Krypta des Bamberger Doms.

Mit dem Erstarken der kommunalen Bewegung war im 12. Jahrhundert in Rom der Gedanke aufgekommen, dass die römische Kaiserwürde nicht vom Papst – dem römischen Bischof –, sondern von den Stadtrömern zu vergeben sei. Durch den Versuch, den antiken römischen Senat zu erneuern (renovatio senatus), gewann die Kommune an Selbstbewusstsein. Seit 1144 versuchte sie, die weltliche Macht der Päpste in der Stadt durch ihre eigene Herrschaft zu ersetzen. 1149 richtete der römische Senat drei Schreiben an Konrad, in denen dieser eingeladen wurde, die Kaiserwürde von Senat und Volk zu empfangen. Konrad ließ sich darauf jedoch nicht ein.
Papst Eugen III. wurde aus Rom vertrieben und musste seit Juni 1150 außerhalb der Stadt residieren. Für die Wiederherstellung seiner Herrschaft in der Stadt benötigte er Konrads Hilfe. Daher forderte er ihn zum Zug nach Rom auf. Im September 1151 beschloss der König auf dem Würzburger Hoftag, im nächsten Herbst nach Italien zu ziehen, um die Kaiserkrone zu erwerben. Vor der längeren Abwesenheit wollte er die Nachfolge für seine Familie sichern. Sein erster Sohn, der bereits zum König gewählte Heinrich, war schon im Spätsommer 1150 gestorben, und damit war zunächst die Hoffnung zunichtegemacht, erstmals seit Heinrich IV. die Thronfolge eines Königssohns zu Lebzeiten des Herrschers zu erreichen. Nun sollte der jüngste Sohn Friedrich zum Mitkönig erhoben werden. Die Wahl wurde für Ende Februar vereinbart, die Krönung in Aachen war für den 9. März vorgesehen. Am 15. Februar 1152 starb Konrad jedoch mit fast sechzig Jahren.
Nach Otto von Freising wollten ihn seine Vertrauten gemäß seinem Wunsch im Kloster Lorch neben seinem Vater bestatten. Die Mönche des fränkischen Zisterzienserklosters Ebrach hingegen behaupteten, Konrad habe bei ihnen seine letzte Ruhestätte finden wollen. In Ebrach war 1146 seine Gemahlin Gertrud bestattet worden. Die Bamberger Geistlichkeit setzte sich durch; sie bestattete Konrad drei Tage nach seinem Tod im Bamberger Dom. Sein Grab befand sich zunächst in der Nähe des Grabes Heinrichs II., des 1146 heiliggesprochenen Gründers des Bamberger Bistums, doch blieb sein Andenken in Bamberg hinter der Memoria des heiligen Bistumsgründers zurück. Beide Gräber befanden sich damals noch in der Mitte des Doms. 1656 wurden Konrads Gebeine zunächst hinter dem Altar des heiligen Mauritius und 1667 in einem Kasten unter dem Hauptaltar des Westchors beigesetzt. König Ludwig I. von Bayern veranlasste 1845 die Umbettung des Staufers in einen neuromanischen Sarkophag, der sich in der Krypta der Ostkirche befindet.
Drei Wochen nach Konrads Tod wurde am 4. März 1152 in Frankfurt nicht sein unmündiger Sohn, sondern sein gleichnamiger Neffe Herzog Friedrich von Schwaben gewählt – der erste Fall dieser Art bei Königswahlen. Otto von Freising überliefert das Bild eines reibungslosen Übergangs der Herrschaft vom ersten auf den zweiten staufischen König. Tatsächlich dürfte es jedoch vor der Frankfurter Wahl intensive Verhandlungen, Zugeständnisse und Absprachen zwischen dem später Barbarossa genannten Friedrich und zahlreichen Großen gegeben haben. Friedrich gelang es, mit Heinrich dem Löwen und Welf VI. die ranghöchsten Gegner Konrads durch Zusagen auf seine Seite zu ziehen. Drei Tage nach seiner Krönung schenkte er der Bamberger Kirche zu Konrads „ewigem Gedenken“ die Reichsabtei Niederaltaich.

## Wirkungsgeschichte

### Konrad im Urteil von Zeitgenossen
Konrad galt Zeitgenossen als frommer Christ und glorreicher Herrscher. Im Reich datierten Bischöfe und Klöster häufig ihre Urkunden nach den Herrscherjahren des „sehr frommen“ oder „sehr berühmten und überaus erlauchten Königs Konrad“.
Bischof Otto von Freising fällte sein Urteil über Konrads Zeit in seiner Chronik, die sein Hauptwerk war und als Höhepunkt der mittelalterlichen Weltchronistik gilt. Er deutete die Ereignisse dieser Jahre als Zeichen für den bevorstehenden Weltuntergang. Die letzten Jahre Konrads erscheinen damit als eine „Katastrophengeschichte“. Diese Einschätzung ist jedoch mit eine Folge der Darstellungsabsicht einer mittelalterlichen Weltchronik und zudem Ausdruck der persönlichen Perspektive des Verfassers. Otto verdankte Konrad die Erhebung zum Freisinger Bischof, gehörte jedoch nicht zum engeren Umfeld von Konrads königlichem Nachfolger Barbarossa. Seine Chronik hatte er 1146 abgeschlossen und in einem Exemplar auch Barbarossa gewidmet. Mit seinem historiografischen Werk hoffte er für seine Kirche die Unterstützung des neuen Königs zu gewinnen. Mit Konrads Nachfolger Barbarossa habe eine Zeit des Friedens und der Eintracht begonnen, nach einer „Zeit des Weinens“ sei eine „Zeit des Lachens“ angebrochen.
Die Kölner Königschronik würdigte Konrad zum Jahre seines Todes als tapferen und militärisch fähigen Mann, sah seine Herrschaft jedoch von ungünstiger Witterung, Armut, anhaltenden Hungersnöten und Kriegen geprägt. Das Reich sei von einem gewissen Unglück heimgesucht worden.

### Geschichtsbilder und Forschungsperspektiven
In der Zeit der so genannten Kleinstaaterei im Deutschland des 19. Jahrhunderts wurden die deutschen Könige und Kaiser des Mittelalters als frühe Repräsentanten einer auch für die Gegenwart ersehnten starken monarchischen Zentralgewalt angesehen. Ihre historische Aufgabe als Herrscher habe darin bestanden, die Zentralgewalt zu stärken. Zudem beeinflussten die Auseinandersetzungen über das Verhältnis von Staat und Kirche im 19. Jahrhundert das Geschichtsbild. Für die mehrheitlich nationalliberalen Historiker galten die mittelalterlichen Fürsten, die als Vertreter egoistischer Partikularinteressen wahrgenommen wurden, und das gegen die Könige kämpfende Papsttum als „Totengräber“ der Kaisermacht. Entscheidend wurde das historische Urteil von der Frage bestimmt, ob sich einzelne Könige gegen die beiden mit dem Königtum rivalisierenden Gewalten durchgesetzt und so zur Stärkung der Zentralgewalt und zur Größe der Nation beigetragen haben.
Nach diesem Kriterium wurde Konrad in der Mediävistik des 19. Jahrhunderts überwiegend zu den schwächeren Königen gezählt. Gegenüber den anderen staufischen Herrschern Friedrich Barbarossa, Heinrich VI. und Friedrich II. fiel Konrad deutlich zurück. In ihrer Quellenanalyse stützten sich die meisten Historiker auf die Chronik Ottos von Freising, die Konrads Zeit als eine Epoche des allgemeinen Niedergangs erscheinen lässt. Die zahlreichen zeitgenössischen Nachrichten über Konrads Frömmigkeit dienten der älteren Forschung als Beleg, dass er ein allzu kirchennaher Herrscher, ein „Pfaffenkönig“ gewesen sei. Unter maßgeblicher Beteiligung eines päpstlichen Legaten gewählt, sei er von eigensüchtigen Bischöfen und Fürsten umgeben gewesen und habe in aussichtslosen Kämpfen mit den Welfen Ressourcen und Ansehen des Königtums geschwächt. Statt zum Kreuzzug aufzubrechen, hätte sich Konrad um die Stärkung der monarchischen Zentralgewalt kümmern müssen.
Die ältere Forschung war der Ansicht, dass 1138 ein Königtum Heinrichs des Stolzen vorteilhaft gewesen wäre: Der Herzog von Bayern und Sachsen sowie Markgraf von Tuszien hätte mit seinem umfassenden Eigen- und Lehnsbesitz im Rücken als König Adel und Kirche zurückdrängen können. Der Konflikt zwischen Heinrich dem Stolzen und Konrad III. wurde im 19. Jahrhundert als Streit zwischen Staufern und Welfen um Herzogtümer und Königsherrschaft in den allgemeinen Rahmen der Reichsgeschichte von 1125 bis 1225 eingeordnet. Konrad taugte allenfalls als Wegbereiter für seinen glanzvollen und tatkräftigen Nachfolger Friedrich Barbarossa.
In der ersten wissenschaftlichen Darstellung der Geschichte des Reichs unter Konrad schrieb Philipp Jaffé, dass dieser ein zerrüttetes Reich zurückgelassen habe. Wilhelm Bernhardi (1883) sah in den „Jahrbüchern der deutschen Geschichte“ Konrad gar „in den Netzen der römischen Kirche gefangen“. Johannes Haller veröffentlichte 1926 eine Darstellung der „altdeutschen Kaiserzeit“. Er sah Lothar und Konrad „am Leitseil der Kirche“. Konrad sei „ein richtiger Pfaffenkönig“ gewesen. Für Karl Hampe vollbrachte Konrad mit der Empfehlung seines Neffen Friedrich Barbarossa als Nachfolger „die einzige große Tat, für die ihm die Dankbarkeit Deutschlands gebührt (...) auf dem Sterbebette“.
Erst nach 1945 veränderte sich das Geschichtsbild. Die Mediävistik überwand die königszentrierte Perspektive in der Politik- und Verfassungsgeschichte. Könige und Kaiser wurden nicht mehr als alleinige Garanten der mittelalterlichen Ordnung angesehen. In den folgenden Jahrzehnten kam die Mittelalterforschung zu neuen Einsichten über die Funktionsweisen mittelalterlicher Staatlichkeit und Königsherrschaft, die personalen Bindungen, die symbolische Kommunikation und die konsensuale Herrschaft. 1996 konnte Werner Hechberger nachweisen, dass der staufisch-welfische Gegensatz, der für Konrads Königsherrschaft und für das weitere 12. Jahrhundert als die grundlegende politische Konstellation betrachtet wurde, keine zeitgenössische politische Koordinate, sondern ein modernes Forschungskonstrukt ist. Die jüngere Forschung betont vielmehr das Zusammenwirken von Fürsten und Herrscher als charakteristisches Merkmal mittelalterlicher Herrschaft.
In der jüngeren Forschung hat Konrad wieder mehr Aufmerksamkeit gefunden. Neue Erkenntnisse konnten über seine Königswahl, über sein Bündnis mit Byzanz, über seinen Konflikt mit den Welfen und über seine Nachfolgeregelung gewonnen werden. Ihm wurde 2011 eine Göppinger Staufertagung gewidmet. Inwieweit diese neuen Einsichten das Gesamtbild Konrads III. aufhellen, bleibt jedoch abzuwarten. Gerd Althoff (2003) hält an der negativen Einschätzung des Königs fest und betrachtet es als „nahezu unmöglich, Argumente für eine grundsätzlich andere Bewertung zu finden“. Hansmartin Schwarzmaier (2009) sprach von einem „glücklosen König“.
Eine umfassende Darstellung von Konrads Königtum und den Grundlagen seiner Herrschaft ist seit dem Werk von Bernhardi aus dem Jahre 1883 nicht mehr veröffentlicht worden. Sie ist ein Desiderat der Mediävistik.

### Künstlerische Rezeption

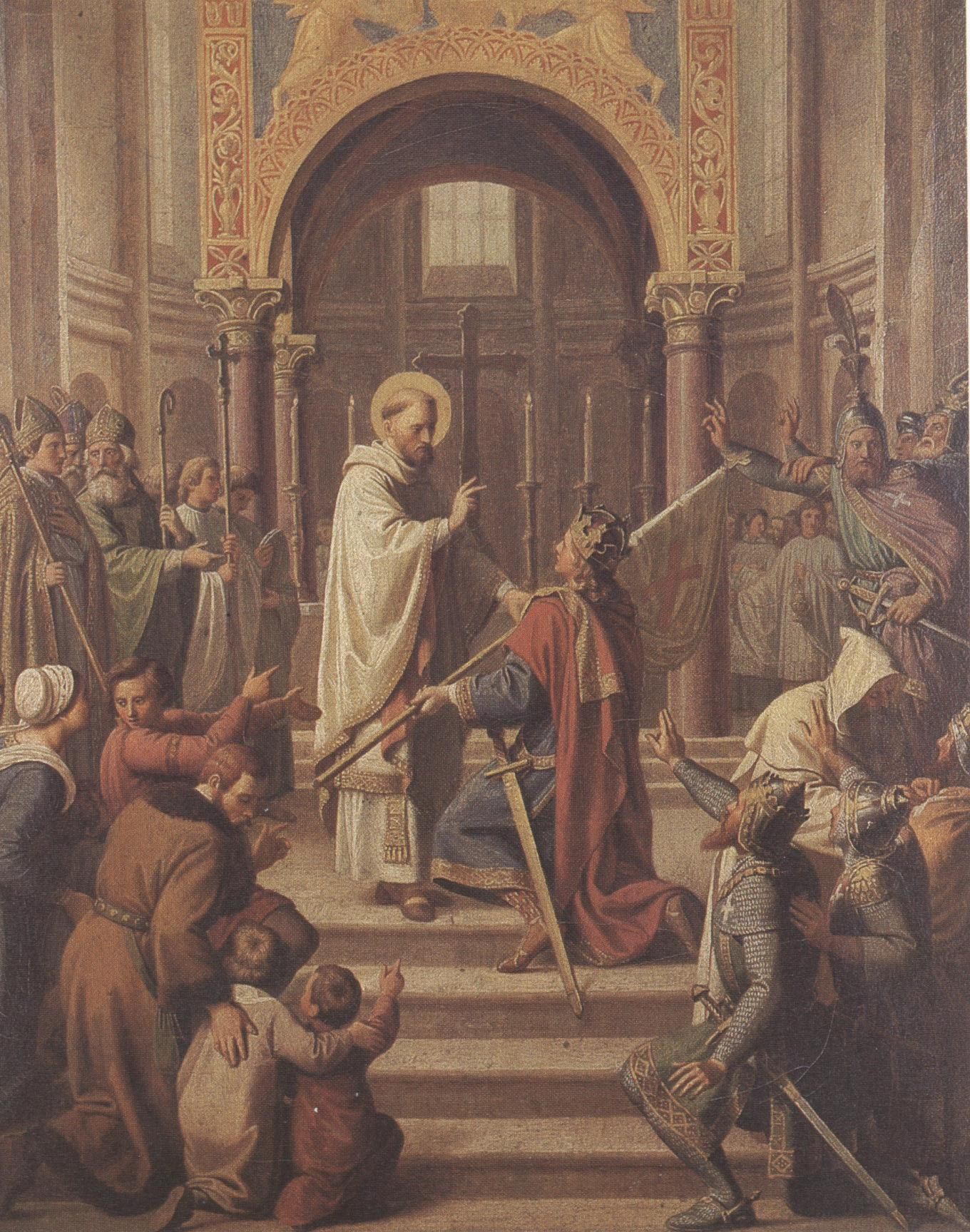
Bernhard von Clairvaux übergibt das Kreuzbanner dem knienden König Konrad (Fresko aus dem nördlichen Querschiff des Speyerer Doms).

Bei der Rezeption in der Kunst bestimmte außerhalb des nationalen Interesses „die Suche nach spannungsvollen, psychologisch reichen, ja sensationellen Momenten“ die Themenwahl. Durch die Geschichte über die „Weiber von Weinsberg“ fand Konrad Eingang in die Malerei. Anhand der von der Kölner Königschronik überlieferten Erzählung konnten die Themen „Weibertreue“ und „Königswort“ künstlerisch gestaltet werden. Damit beschäftigte sich besonders die flämische Künstlerfamilie Francken. Außerdem wurde der Vorgang von Jan Cornelisz. van ’t Woudt (1602), Nicolas Guibal (1760/67), Alexander Bruckmann (1836) und Johann Gottfried Schadow künstlerisch in Szene gesetzt.
Eine gewisse Verehrung in katholischen Kreisen des 19. Jahrhunderts hing damit zusammen, dass Konrad als erster deutscher Herrscher ein Kreuzfahrerheer führte. Vor allem die Situation, in der Bernhard von Clairvaux den zunächst noch widerstrebenden König durch eine mitreißende Rede für den Kreuzzug begeistern konnte, fand Niederschlag in der Historienmalerei. Den Augenblick der Fahnenübergabe Bernhards an Konrad hält etwa ein Fresko von Johann von Schraudolph im Dom zu Speyer fest, das er im Auftrag des bayerischen Königs Ludwig I. ausführte und im August 1849 vollendete.